# Nicolas Vouilloz
Nicolas Vouilloz (ur. 8 lutego 1976 w Nicei) – francuski kierowca rajdowy. Mistrz Intercontinental Rally Challenge z 2008 oraz siedmiokrotny mistrz świata i trzykrotny mistrz Europy w rowerowym Downhillu.
Podczas pierwszych zawodów rowerów górskich w 1991 zajął pierwsze miejsce. W 1992 sezonie zdobył mistrzostwo Francji w swojej kategorii. W 1992 został mistrzem świata juniorów w Bromont w Kanadzie. W sezonach 1995 i 1996 walczył z François Gachetem i Cédrikiem Gracią, których zdołał pokonać. W latach 1995–1996 i 1998–2000 zdobywał Puchar Świata.

## Wyniki mistrzostw świata MTB
- 1992 złoto w downhillu juniorów w Bromont
- 1993 złoto w downhillu juniorów w Métabief
- 1994 złoto w downhillu juniorów w Vail
- 1995 złoto w downhillu w Kirchzarten
- 1996 złoto w downhillu w Cairns
- 1997 złoto w downhillu w Château-d'Œx
- 1998 złoto w downhillu w Mont-Sainte-Anne
- 1999 złoto w downhillu w Åre
- 2001 złoto w downhillu w Vail
- 2002 złoto w downhillu w Kaprun

## Rajdy
W 2001 po raz pierwszy wystartował w imprezie zaliczanej do Rajdowych Mistrzostw Świata – w Rajdzie Monte Carlo. W 2004 w Rajdzie Wielkiej Brytanii jadąc Peugeotem 206 WRC zdobył najwyższe miejsce w swoich startach w WRC – dziewiąte.
W 2007 wygrał w swoim pierwszym starcie w IRC w Rajdzie Turcji, kończąc sezon wicemistrzostwem serii, przegranym z Enrique García Ojeda. W swoim drugim sezonie w IRC w Peugeocie 207 S2000 zdobył mistrzostwo serii z dorobkiem 58 punktów.

## Starty w rajdach WRC
| Sezon | Zespół                | Samochód        | 1      | 2       | 3          | 4             | 5         | 6         | 7      | 8         | 9         | 10            | 11      | 12              | 13        | 14              | 15            | 16              | Punkty | Miejsce |
| ----- | --------------------- | --------------- | ------ | ------- | ---------- | ------------- | --------- | --------- | ------ | --------- | --------- | ------------- | ------- | --------------- | --------- | --------------- | ------------- | --------------- | ------ | ------- |
| 2001  | Nicolas Vouilloz      | Renault Clio RS | NU     | Szwecja | Portugalia | Hiszpania     | Argentyna | Cypr      | Grecja | Kenia     | Finlandia | Nowa Zelandia | Włochy  | Francja         | Australia | Wielka Brytania |               |                 | 0      | -       |
| 2004  | Bozian Racing         | Peugeot 206 WRC | NU     | Szwecja | Meksyk     | Nowa Zelandia | Cypr      | NU        | Turcja | Argentyna | Finlandia | 12            | Japonia | 9               | NU        | NU              | 10            | Australia       | 0      | -       |
| 2005  | Équipe de France FFSA | Škoda Fabia WRC | Monako | Szwecja | Meksyk     | Nowa Zelandia | Włochy    | Cypr      | Turcja | Grecja    | Argentyna | Finlandia     | Niemcy  | Wielka Brytania | Japonia   | 11              | NU            | Australia       | 0      | -       |
| 2006  | Équipe de France FFSA | Peugeot 307 WRC | Monako | Szwecja | Meksyk     | Hiszpania     | NU        | Argentyna | Włochy | Grecja    | Niemcy    | Finlandia     | Japonia | Cypr            | Turcja    | Australia       | Nowa Zelandia | Wielka Brytania | 0      | -       |